# Serghei Stroenco
Serghei Stroenco, ros. Сергей Васильевич Строенко, Siergiej Wasiljewicz Strojenko (ur. 22 lutego 1967 we wsi Mykolajiwka-Noworosijska w obwodzie odeskim, Ukraińska SRR, zm. 24 grudnia 2013 we wsi Vladimirovca w rejonie Slobozia, Mołdawia) – mołdawski piłkarz, grający na pozycji obrońcy, trener piłkarski.

## Kariera piłkarska

### Kariera klubowa
W 1984 rozpoczął karierę piłkarską w Avtomobilist Tyraspol, który potem zmienił nazwę na Tekstilșcik. W 1987 został powołany do służby wojskowej, gdzie bronił barw SKA Odessa. W 1988 powrócił do tyraspolskiego klubu, który potem nazywał się Tiras i Tiligul. Po 13 latach latem 2001 przeszedł do Zimbru Kiszyniów. Latem następnego roku przeniósł się do Agro Kiszyniów. W 2003 powrócił Tiligulu Tyraspol, w którym zakończył karierę piłkarza w roku 2009. Jest jedną z legend piłki nożnej w Tyraspolu, po zagraniu prawie dwóch dekad dla Tiligulu, w sumie w barwach tyraspolskiego klubu rozegrał 497 meczów i zdobył 37 goli.

### Kariera reprezentacyjna
W 1992 debiutował w narodowej reprezentacji Mołdawii. 17 października 2007 rozegrał swój ostatni mecz w barwach reprezentacji w wieku 40 lat 237 dni, co jest rekordem kadry Mołdawii. Był kapitanem drużyny. Łącznie rozegrał 46 meczów.

## Kariera trenerska
Po zakończeniu kariery piłkarza rozpoczął pracę szkoleniowca. W lipcu 2010 stał na czele klubu Academia UTM Kiszyniów, a we wrześniu 2010 został zwolniony. 27 maja 2011 został mianowany na stanowisko głównego trenera Zimbru Kiszyniów, który prowadził do maja 2012.
24 grudnia 2013 samochód kierowany przez Serghei Stroenco, zderzył się z samochodem, który wjechał w nadjeżdżającego pasa na drodze Tyraspol - Odessa. Były kapitan reprezentacji Mołdawii i Tiligulu zginął na miejscu w wieku 46 lat..

## Sukcesy i odznaczenia

### Sukcesy piłkarskie
Tiligul Tyraspol
- wicemistrz Pierwoj ligi ZSRR: 1992
- wicemistrz Mołdawii: 1992, 1992/93, 1993/94, 1994/95, 1995/96, 1997/98
- zdobywca Pucharu Mołdawii: 1992/93, 1993/94, 1994/95
- finalista Pucharu Mołdawii: 1992, 1995/96

### Sukcesy trenerskie
Zimbru Kiszyniów
- brązowy medalista Mistrzostw Mołdawii: 2011/12
- ćwierćfinalista Pucharu Mołdawii: 2011/12

### Sukcesy indywidualne
- rekordzista Mistrzostw Mołdawii w ilości rozegranych meczów: 445